# Stěbořice
Stěbořice – wieś gminna w Czechach, w kraju morawsko-śląskim, w powiecie opawskim. Miejscowość zamieszkuje 1345 mieszkańców, a jej powierzchnia wynosi 1776 ha.
Stěbořice leżą 8 km od Opawy, 15 km od Kravařy, 18 km od Karniowa i 19 km od Witkowa.
W listopadzie 2003 starosta gminy Stěbořice i wójt gminy Mszana podpisali umowę partnerską. Współpraca między gminami dotyczy takich dziedzin jak sport, kultura, turystyka i oświata. Gminy zobowiązały się także do wymiany doświadczeń z zakresu funkcjonowania samorządów lokalnych oraz wspólnego organizowania imprez.